# Rende
Rende és un municipi italià, situat a la regió de Calàbria i a la província de Cosenza. L'any 2004 tenia 35.221 habitants. Limita amb els municipis de Castiglione Cosentino, Castrolibero, Cosenza, Marano Marchesato, Marano Principato, Montalto Uffugo, Rose, San Fili, San Pietro in Guarano, San Vincenzo La Costa, Zumpano.

## Administració
| Període | Identitat      | Partit |
| ------- | -------------- | ------ |
| 2014-   | Manna Marcello | NCD    |